# Шуберт, Фердинанд
Фердинанд Шуберт (18 октября 1794, Вена — 26 февраля 1859) — австрийский композитор, органист и педагог, брат Франца Шуберта. Также известен как автор проекта надгробия на могиле Людвига ван Бетховена.

## Биография
Первоначально учился игре на скрипке и фортепиано у своего отца, затем у старшего брата Игнаца, Михаэля Хольцера и Йозефа Дрекслера, педагога хора Святой Анны. В 1810 году стал органистом в приходе в Лихтенталере и одновременно — помощником учителя в детском доме в Вене. С 1816 года некоторое время занимался исключительно учительством в детском доме, став полноправным учителем, и в том же году женился на одной из своих бывших воспитанниц, Анне.
В 1820 году был назначен преподавателем и хормейстером в Альтлерхенфельде, в 1824 году стал преподавать в нормальной школе Святой Анны, где в 1829 году основал одноимённое музыкальное сообщество. После смерти своей первой жены Шуберт в 1832 году женился вновь, его вторую жену звали Тереза. В двух браках он стал отцом 29 детей, из которых 12 дожили до взрослого возраста. В 1834 году он стал членом комитета концертного общества, в 1838 году получил звание почётного профессора органного искусства в консерватории. В педагогических кругах он был также известен как талантливый школьный администратор, поэтому в 1851 году ему было дано назначение директором начальной нормальной школы Святой Анны.
Писал сочинения для церкви, органа и фортепиано, а также статьи по образованию. Несмотря на его активную творческую деятельность на протяжении всей жизни, его семья практически всегда жила в бедности.